# Gabriel Șopandă
Gabriel-Cătălin Șopandă (1976 –) román közgazdász, diplomata, Románia budapesti nagykövete (2021-től).

## Életpályája
Közgazdaságtanból szerzett doktorátust, majd a a nemzetközi kapcsolatok területén szerzett mesterfokozatot. Diplomáciai karrierjét 2000-ben kezdete, előbb a Konzuli Igazgatóságon, majd az Európai Főigazgatóságon. 2002 és 2007 között a belgiumi nagykövetség Politikai osztályán dolgozott, ahonnan 2007 decemberében hazarendelték, és egy rövid ideig a külügyminisztérium Politikai Tervezési Igazgatóságának helyettes vezetője, 2008-tól pedig a külügyi tárca kabinetigazgatója lett. 2009 és 2014 között a washingtoni külképviselet elsőbeosztottja, s a Politikai Osztály vezetője. Ezt követően előbb misszióvezető helyettes volt Tel-Avivban (2014–2016), majd 2016 szeptembere és 2020 decembere között Románia ankarai nagykövete. 2017-ben kinevezték  maghatalmazott miniszterré.
Azután, hogy a román államfő, Klaus Johannis 2020 őszén felmentette Marius Lazurcát Románia budapesti nagykövetségének vezetése alól, helyét Șopandă vette át, aki megbízólevelét 2021. január 5-én adta át a külügyminisztérium protokollfőnökének, Medveczky Ivánnak.